# 纳塔佩泰
纳塔佩泰（Nattapettai），是印度泰米尔纳德邦Kancheepuram县的一个城镇。总人口10190（2001年）。

## 人口
该地2001年总人口10190人，其中男性5178人，女性5012人；0—6岁人口1253人，其中男639人，女614人；识字率67.63%，其中男性为75.26%，女性为59.74%。